# Los Docks
Los Docks, o más adelante cuarteles de Daoiz y Velarde, fueron un complejo de edificios ubicado en la ciudad española de Madrid, empleado, entre otros fines, como cuartel militar.

## Descripción

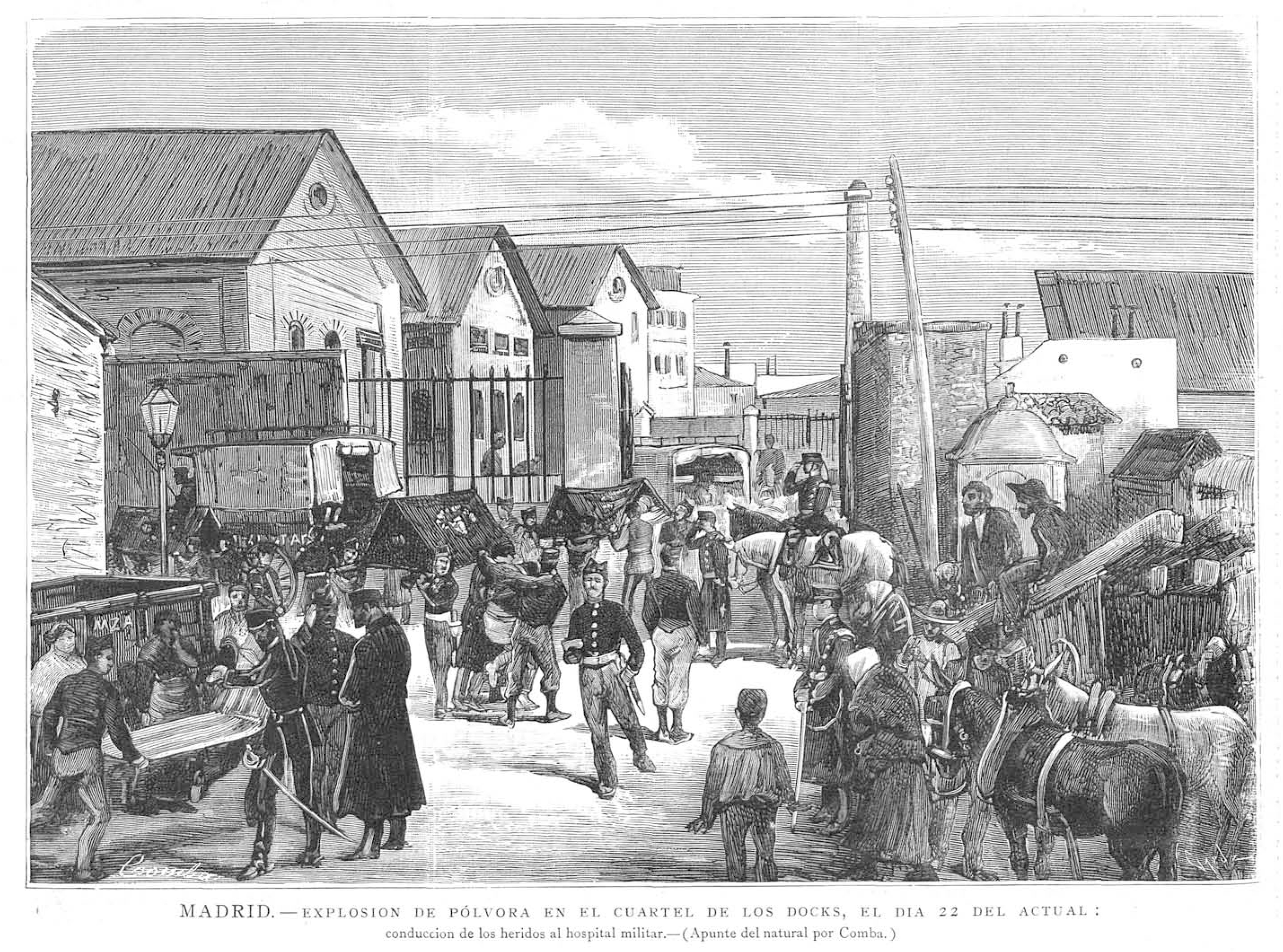
Los Docks en 1882, por Comba.

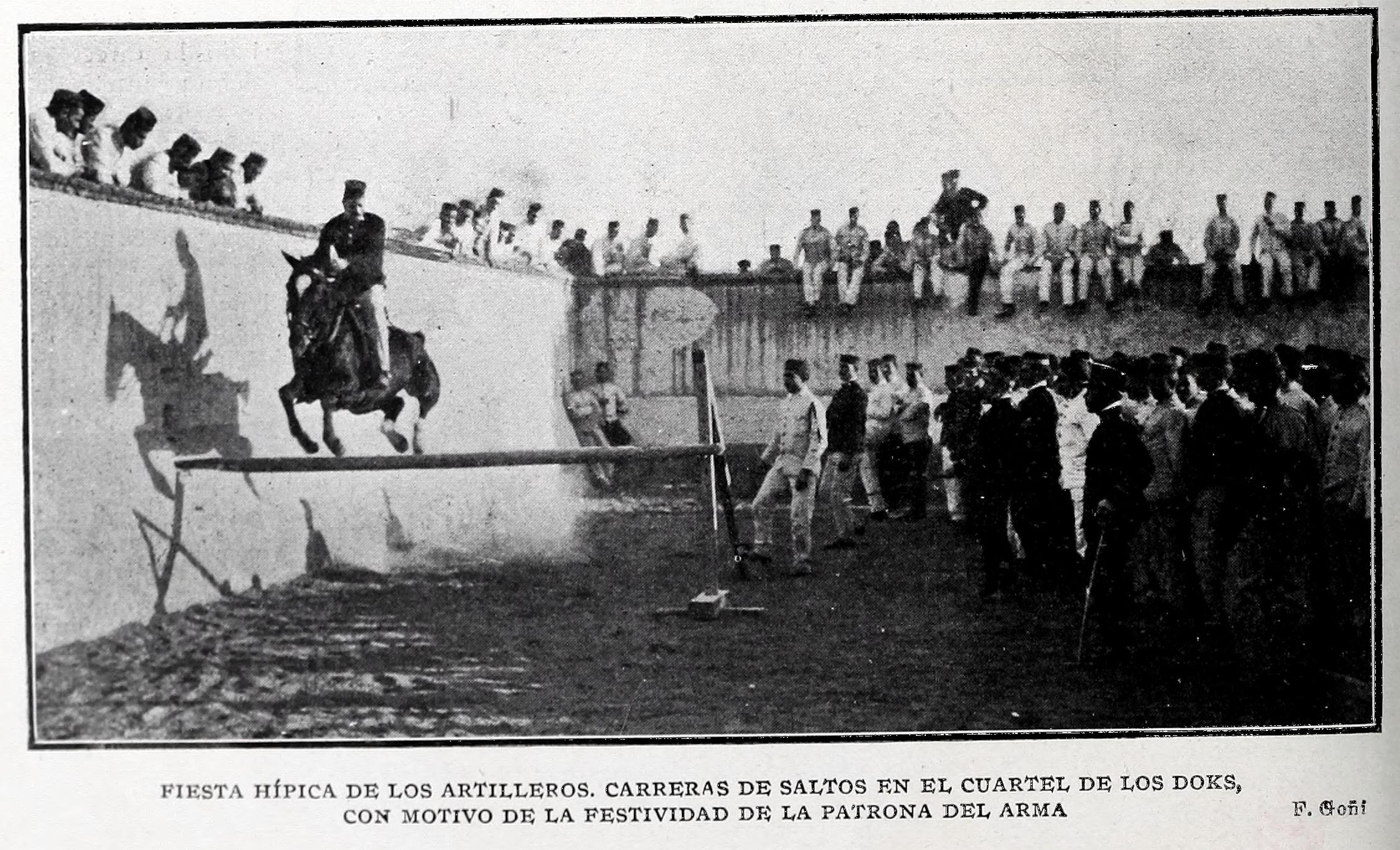
Carrera de saltos en el cuartel de los Docks (1906), fotografía de Goñi.

La Empresa de los Docks y Aduana de Madrid fue creada en 1861 por Mollinedo y Compañía. Era conocida por los Docks, palabra que procede del inglés y que significa diques, refiriéndose a los situados junto al Támesis, donde se depositaban las mercancías (fundamentalmente hierros, maderas y alimentos) en unos almacenes en espera de su venta.
Estos almacenes ubicados en Madrid, aprovechando la cercanía de la estación de Atocha y la carretera de Valencia, se instalaron en la antigua calle del Pacífico, en la actualidad avenida de la Ciudad de Barcelona, constituyendo un gran centro de almacenamiento con locales de gran tamaño, en el Barrio de Pacífico (Madrid).
Tras su fracaso a los pocos años los locales fueron adquiridos por el Estado, que los cedió al Ministerio de la Guerra y éste los destinó a cuarteles de Artillería e Intendencia, más conocidos por los cuarteles de los Docks. En 1878 se construyeron los demás edificios de los cuarteles.
Más adelante pasarían a conocerse como cuarteles de Daoiz y Velarde. A finales del siglo XX parte del conjunto, que había sido traspasado al Ayuntamiento de Madrid en 1981, fue derribada, en un proceso que fue criticado por IU como ilegal por estar supuestamente los edificios protegidos, y en su lugar se levantaron varios edificios de viviendas. En el extremo sureste, se conservó parte de ellos, construyéndose el polideportivo Daoiz y Velarde, que mantendría la fachada original. Sobre ellos se levantó también el edificio de la Junta de Distrito de Retiro, además de destinarse otra parte del antiguo complejo para fines culturales.

## Referencias

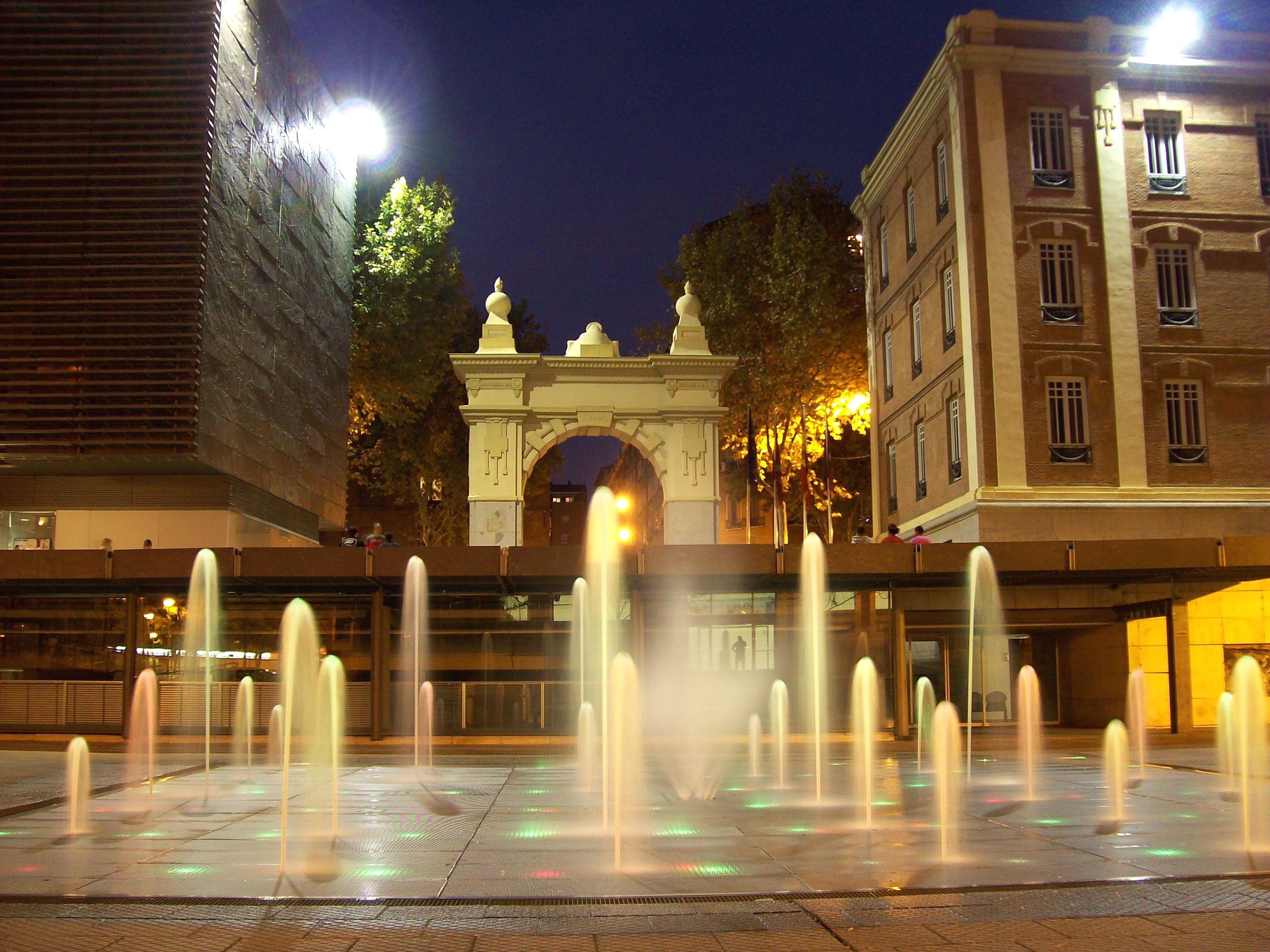
Fuente Lámina de Agua